# Olympische Sommerspiele 1976/Judo
Bei den XXI. Olympischen Sommerspielen 1976 in Montreal fanden sechs Judo-Wettbewerbe für Männer statt. Austragungsort war das Vélodrome olympique.

## Bilanz

### Medaillenspiegel
| Platz | Land               | Gold | Silber | Bronze | Gesamt |
| ----- | ------------------ | ---- | ------ | ------ | ------ |
| 1     | Japan              | 3    | 1      | 1      | 5      |
| 2     | Sowjetunion        | 2    | 2      | 1      | 5      |
| 3     | Kuba               | 1    | –      | –      | 1      |
| 4     | Südkorea           | –    | 1      | 2      | 3      |
| 5     | Großbritannien     | –    | 1      | 1      | 2      |
| 6     | BR Deutschland     | –    | 1      | –      | 1      |
| 7     | Frankreich         | –    | –      | 1      | 1      |
| 7     | Italien            | –    | –      | 1      | 1      |
| 7     | Jugoslawien        | –    | –      | 1      | 1      |
| 7     | Polen              | –    | –      | 1      | 1      |
| 7     | Schweiz            | –    | –      | 1      | 1      |
| 7     | Ungarn             | –    | –      | 1      | 1      |
| 7     | Vereinigte Staaten | –    | –      | 1      | 1      |

### Medaillengewinner
| Konkurrenz        | Gold              | Silber              | Bronze                              |
| ----------------- | ----------------- | ------------------- | ----------------------------------- |
| Leichtgewicht     | Héctor Rodríguez  | Chang Eun-kyung     | Felice Mariani József Tuncsik       |
| Halbmittelgewicht | Wladimir Newsorow | Kōji Kuramoto       | Marian Tałaj Patrick Vial           |
| Mittelgewicht     | Isamu Sonoda      | Waleri Dwoinikow    | Slavko Obadov Park Young-chul       |
| Halbschwergewicht | Kazuhiro Ninomiya | Ramas Charschiladse | Jürg Röthlisberger David Starbrook  |
| Schwergewicht     | Sergei Nowikow    | Günther Neureuther  | Allen Coage Sumio Endō              |
| Offene Klasse     | Haruki Uemura     | Keith Remfry        | Cho Jea-ki Schota Tschotschischwili |

## Ergebnisse

### Leichtgewicht (bis 63 kg)
| Platz | Land | Sportler           |
| ----- | ---- | ------------------ |
| 1     | CUB  | Héctor Rodríguez   |
| 2     | KOR  | Chang Eun-kyung    |
| 3     | ITA  | Felice Mariani     |
| 3     | HUN  | József Tuncsik     |
| 5     | AUT  | Erich Pointner     |
| 5     | POL  | Marian Standowicz  |
| 7     | POR  | José Gomes         |
| 7     | CAN  | Brad Farrow        |
|       |      |                    |
| 18    | FRG  | Alexander Leibkind |

Datum: 30. Juli 1976 

29 Teilnehmer aus 29 Ländern

### Halbmittelgewicht (bis 70 kg)
| Platz | Land | Sportler              |
| ----- | ---- | --------------------- |
| 1     | URS  | Wladimir Newsorow     |
| 2     | JPN  | Kōji Kuramoto         |
| 3     | POL  | Marian Tałaj          |
| 3     | FRA  | Patrick Vial          |
| 5     | KOR  | Lee Chang-seon        |
| 5     | GBR  | Vacinuff Morrison     |
| 7     | ESP  | Juan Carlos Rodríguez |
| 7     | AUS  | John Van Hoek         |
| 9     | SUI  | Thomas Hagmann        |
|       |      |                       |
| 11    | GDR  | Dietmar Hötger        |

Datum: 29. Juli 1976 

27 Teilnehmer aus 27 Ländern

### Mittelgewicht (bis 80 kg)
| Platz | Land | Sportler            |
| ----- | ---- | ------------------- |
| 1     | JPN  | Isamu Sonoda        |
| 2     | URS  | Waleri Dwoinikow    |
| 3     | YUG  | Slavko Obadov       |
| 3     | KOR  | Park Young-chul     |
| 5     | ESP  | José Luis de Frutos |
| 5     | FRG  | Fred Marhenke       |
| 7     | AUS  | Paul Buganey        |
| 7     | TUR  | Süheyl Yeşilnur     |
|       |      |                     |
| 11    | AUT  | Jurek Jatowitt      |
| 19    | GDR  | Detlef Ultsch       |

Datum: 28. Juli 1976 

27 Teilnehmer aus 27 Ländern

### Halbschwergewicht (bis 93 kg)
| Platz | Land | Sportler            |
| ----- | ---- | ------------------- |
| 1     | JPN  | Kazuhiro Ninomiya   |
| 2     | URS  | Ramas Charschiladse |
| 3     | SUI  | Jürg Röthlisberger  |
| 3     | GBR  | David Starbrook     |
| 5     | KOR  | Cho Jea-ki          |
| 5     | GDR  | Dietmar Lorenz      |
| 7     | PRK  | An Ung-nam          |
| 7     | SEN  | Abdoulaye Djiba     |
|       |      |                     |
| 12    | FRG  | Arthur Schnabel     |
| 18    | LIE  | Paul Büchel         |
| 18    | AUT  | Johann Pollak       |

Datum: 27. Juli 1976 

32 Teilnehmer aus 32 Ländern

### Schwergewicht (über 93 kg)
| Platz | Land | Sportler            |
| ----- | ---- | ------------------- |
| 1     | URS  | Sergei Nowikow      |
| 2     | FRG  | Günther Neureuther  |
| 3     | USA  | Allen Coage         |
| 3     | JPN  | Sumio Endō          |
| 5     | MGL  | Güsemiin Dschalaa   |
| 5     | HUN  | Mihály Petrovszky   |
| 7     | SEN  | Abdoulaye Koté      |
| 7     | YUG  | Radomir Kovačević   |
|       |      |                     |
| 10    | AUT  | Klaus Wallas        |
| 17    | LIE  | Hans-Jakob Schädler |

Datum: 26. Juli 1976 

19 Teilnehmer aus 19 Ländern

### Offene Klasse
| Platz | Land | Sportler                 |
| ----- | ---- | ------------------------ |
| 1     | JPN  | Haruki Uemura            |
| 2     | GBR  | Keith Remfry             |
| 3     | KOR  | Cho Jea-ki               |
| 3     | URS  | Schota Tschotschischwili |
| 5     | ARG  | Jorge Portelli           |
| 5     | FRA  | Jean-Luc Rougé           |
| 7     | FRG  | Günther Neureuther       |
| 7     | PRK  | Pak Jong-gil             |
| 9     | AUT  | Klaus Wallas             |
|       |      |                          |
| 16    | GDR  | Dietmar Lorenz           |
| 16    | LIE  | Hans-Jakob Schädler      |

Datum: 31. Juli 1976 

23 Teilnehmer aus 23 Ländern